# Кам'янська сільська рада (Дзержинський район)
Кам'янська сільська рада — колишня адміністративно-територіальна одиниця та орган місцевого самоврядування в Дзержинському (Миропільському, Романівському) районі Волинської (Житомирської) округи, Вінницької та Житомирської областей Української РСР з адміністративним центром у селі Кам'янка.

## Населені пункти
Сільській раді на час ліквідації були підпорядковані населені пункти:
- с. Дертка
- с. Кам'янка

## Населення
Кількість населення ради, станом на 1923 рік, становила 1 959 осіб, кількість дворів — 437.

## Історія та адміністративний устрій
Створена 1923 року в складі сіл Дертка та Кам'янка Романівської волості Полонського повіту Волинської губернії. 7 березня 1923 року увійшла до складу новоствореного Миропільського (згодом — Романівський, Дзержинський) району Житомирської (згодом — Волинська) округи. З 1929 року на обліку значилося селище залізничної станції Миропіль з назвою Вокзал-Миропіль (згодом — Миропіль). У 1941 році в с. Дертка створено Дертську сільську раду.
Станом на 1 вересня 1946 року сільська рада входила до складу Дзержинського району Житомирської області, на обліку в раді перебували с. Кам'янка та сел. зал. ст. Миропіль.
11 серпня 1954 року, внаслідок виконання указу Президії Верховної ради УРСР «Про укрупнення сільських рад по Житомирській області», до складу ради включено с. Дертка ліквідованої Дертської сільської ради Дзержинського району. Станом на 1 березня 1961 року селище зал. ст. Миропіль не числиться на обліку. 10 березня 1966 року, відповідно до рішення Житомирського облвиконкому № 126 «Про утворення сільських рад та зміни в адміністративному підпорядкуванні деяких населених пунктів області», до складу ради передане с. Колодяжне Печанівської сільської ради Дзержинського району.
На 1 січня 1972 року сільська рада входила до складу Дзержинського району Житомирської області, на обліку в раді перебували села Дертка, Кам'янка та Колодяжне.
17 січня 1977 року, відповідно до рішення Житомирського ОВК № 24 «Про питання адміністративно-територіального поділу окремих районів області», с. Колодяжне підпорядковане Миропільській селищній раді Дзержинського району.
Ліквідована 17 вересня 1979 року, відповідно до рішення Житомирського ОВК№ 367 «Про деякі питання адміністративно-територіального поділу Дзержинського і Овруцького районів»; с. Дертка підпорядковане Миропільській селищній раді, с. Кам'янка включене в межі смт Миропіль. 